# Brione (Verzasca)
Brione (Verzasca) is een plaats en voormalige gemeente in het Zwitserse kanton Ticino, en maakt deel uit van het district Locarno.
Brione (Verzasca) telt 207 inwoners.

## Geschiedenis
De gemeente werd gevormd in 1852 gevormd toen de toenmalige gemeente Brione-Gerra gesplitst werd in Brione Verzasca en Gerra Verzasca en fuseerde op 18 oktober 2020 met Corippo, Frasco, Sonogno, Vogorno en de Lavertezzo Valle van de gemeente Lavertezzo tot de gemeente Verzasca.